# آتول فافو
آتول فافو هو تقسيم إداري وآتول من آتولات جزر المالديف.
بعض الجزر في هذا الآتول جزر مرجانية مسكونة، مثل هميثي. تم إعادة توطين سكان الجزر في جزر أخرى حتى يمكن عقد صلاة الجمعة.